# Швајтенкирхен
Швајтенкирхен (њем. Schweitenkirchen) општина је у њемачкој савезној држави Баварска. Једно је од 19 општинских средишта округа Пфафенхофен ан дер Илм. Према процјени из 2010. у општини је живјело 4.901 становника. Посједује регионалну шифру (AGS) 9186152.

## Географски и демографски подаци
Швајтенкирхен се налази у савезној држави Баварска у округу Пфафенхофен ан дер Илм. Општина се налази на надморској висини од 533 метра. Површина општине износи 53,0 km². У самом мјесту је, према процјени из 2010. године, живјело 4.901 становника. Просјечна густина становништва износи 92 становника/km².